# Anàlisi final
Anàlisi final (títol original: Final Analysis) és un dirigit per Phil Joanou, estrenada l'any 1992. Ha estat doblat al català.

## Argument
El metge Barr entra en una relació particular amb la germana d'una de les seves pacients. La germana està casada amb un malfactor i somia d'eliminar-lo. En parla al seu amant, amb la idea que el doctor Barr comprendrà finalment que li parla de matar el seu marit.

## Repartiment
- Richard Gere: El metge Isaac Barr
- Kim Basinger: Heather Evans
- Uma Thurman: Diana Baylor
- Eric Roberts: Jimmy Evans
- Paul Guilfoyle: Mike O'Brien
- Keith David: El detectiu Huggins
- Robert Harper: Alan Lowenthal
- Agustin Rodriguez: Pepe Carrero
- Rita Zohar: El metge Grusin
- Harris Yulin: El substitut del fiscal
- George Murdock: El jutge Costello
- Shirley Prestia: Kaufman, la representant del ministeri públic
- Tony Genaro: Hector
- Katherine Cortez: L'oradora
- Wood Moy: El metge Lee
- Corey Fischer: El forense
- Rico Alaniz: El vell espanyol

## Al voltant de la pel·lícula
- S'ha rodat a San Francisco, a Los Angeles i a Sausalito.
- John Boorman va ser seleccionat un temps per a dirigir el film.[3]

## Crítica
- «Thriller laberíntic amb un declarat aroma de Hitchcock. És a dir, entre el plagi i l'aldarull. Malgrat tot, com són les coses, a la fi sembla agradable».[4]
- «Un dels thrillers més laberíntics que he vist mai […] El problema n'és l'estructura, o més aviat: l'estructura sobrecarregada. Desconcertantment complexa […] és d'aquestes films molt més entretingudesper mirar que no per a analitzar. […] Puntuació: ★★½ (sobre 4)».[5]
- «El guió i la direcció van progressivament cap avall mentre s'acosta el moment de la veritat, o més ben dir, els diferents moments de la veritat. […] Les al·lusions a 'Vertigen' no són encertades».[6]

## Nominacions
- Nominació al premi a la dona més desitjable per Kim Basinger, en els premis MTV Movie 1992.
- Nominació al premi al pitjor film, pitjor guió i pitjor actriu per Kim Basinger, en els premis Razzie 1993.